# Takkarist McKinley
Takkarist Jaune McKinley (Oakland, 2 novembre 1995) è un giocatore di football americano statunitense che milita nel ruolo di defensive end per i New York Jets della National Football League (NFL).

## Carriera universitaria
Nel 2013, McKinley si iscrisse alla Università della California - Berkeley ma mancando dei requisiti accademici optò per il Contra Costa College, dove in una stagione mise a segno 33 tackle e 10 sack. Nel settembre 2014 si trasferì a UCLA. In dieci gare in quella stagione fece registrare 2,5 sack. Divenne titolare nel 2015, concludendo con 35 tackle e 3,5 sack. Nel 2016, la sua ultima stagione nel college football, salì a quota 10 sack.

## Carriera professionistica

### Atlanta Falcons
Il 27 aprile 2017, McKinley fu scelto come 26º assoluto nel Draft NFL 2017 dagli Atlanta Falcons. Debuttò come professionista subentrando nella gara del primo turno contro i Chicago Bears mettendo a segno 2 tackle. Il primo sack in carriera lo fece registrare nel terzo turno su Matthew Stafford dei Detroit Lions. La sua prima stagione regolare si concluse disputando tutte le 16 partite, nessuna delle quali come titolare, con 20 tackle, 6 sack (quarto tra i rookie) e 2 fumble forzati. Un altro sack lo mise a segno nel primo turno di playoff su Jared Goff nella gara vinta in casa dei Los Angeles Rams.
Nel quarto turno della stagione 2018 McKinley mise a segno un nuovo primato personale di 3 sack contro i Cincinnati Bengals.
Il 9 novembre 2020 McKinley fu svincolato dai Falcons.

### Las Vegas Raiders
McKinley firmò con i Las Vegas Raiders il 23 novembre 2020. In precedenza aveva fallito due test fisici con i Cincinnati Bengals e i San Francisco 49ers.

### Cleveland Browns
Il 16 marzo 2021 McKinley firmò con i Cleveland Browns un contratto di un anno del valore di 4 milioni di dollari.